# Zielone światło
Zielone światło (ros. Зелёный огонёк) – radziecka komedia obyczajowa z 1964 roku w reż. Willena Azarowa.

## Opis fabuły
Młodzieniec imieniem Siergiej rozpoczyna pracę w moskiewskim przedsiębiorstwie taksówkowym. Otrzymuje najstarszy i najbardziej zdezelowany samochód marki Moskwicz (który zza kadru komentuje niektóre poczynania swojego kierowcy). Siergiejowi w pierwszym dniu pracy stołecznego taksówkarza przychodzi zmierzyć się z różnorodnymi problemami swoich pasażerów i zawsze gotów jest nieść im pomoc. Raz jest to roztargniony chirurg, który pozostawia w taksówce podręcznik i notatki i którego narzeczoną trzeba zawieść do domu towarowego celem wyboru ślubnej kreacji, innym razem to francuska dziewczyna skłócona ze swoim chłopakiem, z którą Siergiej jest w stanie porozumieć się dzięki podręcznikowym rozmówkom lub przyjezdni spoza Moskwy, którym trzeba doradzić gdzie zrobić zakupy i się zabawić lub świeżo upieczony i podpity gruziński doktor nauk, którego trzeba dostarczyć na dworzec kolejowy i podpowiedzieć słowa ulubionych szlagierów lub dziadek z dwójką urwisów, który musi w deszczowy wieczór dotrzeć na lotnisko. Jedną z jego pasażerek jest ładna dziewczyna imieniem Ira – absolwentka szkoły muzycznej, z którą Siergiej nawiązuje wielce obiecującą znajomość...

## Obsada aktorska
- Aleksiej Kuzniecow – Siergiej
- Swietłana Sawiołowa – Ira
- Zinowij Gerdt – głos Moskwicza
- Anatolij Papanow – Boris Iwanowicz (doświadczony taksówkarz, kolega Siergieja)
- Wasilij Liwanow – chirurg
- Tatjana Biestajewa – narzeczona chirurga
- Władimir Rautbart – świeżo upieczony doktor nauk
- Zoja Fiodorowa – kierowniczka domu towarowego dla nowożeńców
- Anna Bordier – Francuzka
- Jean-Marc Bordier – chłopak Francuzki
- Emmanuił Heller – dziadek z wnuczkami zdążający na lotnisko
- Iwan Ryżow – delegowany Wasilij Stiepanowicz
- Wiaczesław Niewinny – delegowany Wichariew

i inni.